# Ander
Pour les articles homonymes, voir Ander (homonymie).
L'Ander est une rivière française du Massif central qui coule dans le département du Cantal. Il est parfois appelé le Lander. C'est un affluent de la Truyère en rive droite, donc un sous-affluent de la Garonne, par le Lot.

## Géographie
L'Ander est une rivière du plateau de la Planèze de Saint-Flour qui compte de nombreux affluents dans sa partie amont, dans la région de Saint-Flour. De 36,1 km de longueur, il prend sa source dans le département du Cantal sur la commune de Laveissenet et rejoint la Truyère en rive droite, dans le lac formé par le barrage de Grandval, près du viaduc de Garabit sur la commune d'Anglards-de-Saint-Flour.

### Départements et communes traversées
- Cantal : Laveissenet, La Chapelle-d'Alagnon, Ussel, Valuéjols, Roffiac, Andelat, Saint-Flour, Saint-Georges, Anglards-de-Saint-Flour, Alleuze.

## Principaux affluents
| - Ruisseau d'Oeuillet : 9,2 km - Ruisseau de Frippès : 10,4 km - Ruisseau de Liozargues : 12,8 km - Ruisseau de Dauzanne : 9,1 km | - le Babory : 11,5 km - le Vendèze : 12,1 km - Ruisseau de Villedieu : 9,1 km - Ruisseau de Viadeyres : (13,2 km) |

## Hydrologie

### L'Ander à Saint Georges
Le débit de l'Ander a été observé sur une période de 52 ans (1956-2007), à Saint-Georges, localité située à peu de distance en amont de son confluent avec la Truyère. Le bassin versant de la rivière y est de 310 km2 soit la presque totalité de celui-ci.
Le module de la rivière à Saint-Georges est de 3,58 m3/s.
L'Ander présente des fluctuations saisonnières de débit bien marquées, avec une période de hautes eaux d'hiver-printemps caractérisées par un débit mensuel moyen évoluant dans une fourchette de 4,78 à 6,57 m3/s, de décembre à avril inclus (avec un maximum en janvier). Dès avril le débit diminue rapidement pour aboutir à la période des basses eaux qui a lieu de juillet à septembre, avec une baisse du débit moyen mensuel allant jusqu'à 0,627 m3/s au mois d'août, ce qui n'est pas extrêmement sévère pour un cours d'eau de cette taille. Cependant ces chiffres ne sont que des moyennes et les fluctuations de débit peuvent être plus importantes d'après les années et sur des périodes plus courtes.

### Étiage ou basses eaux
À l'étiage le VCN3 peut chuter jusque 0,054 m3/s, en cas de période quinquennale sèche, 
soit 54 litres par seconde, ce qui peut être qualifié de très sévère, le cours d'eau perdant alors plus de 98 % de son débit moyen.

### Crues
Les crues peuvent être très importantes compte tenu de la taille du bassin versant. Les QIX 2 et QIX 5 valent respectivement 94 et 140 m3/s. Le QIX 10 est de 170 m3/s, le QIX 20 de 210 m3/s, tandis que le QIX 50 se monte à 250 m3/s.
Le débit instantané maximal enregistré à Saint-Georges durant cette période, a été de 227 m3/s le 1er décembre 2003, tandis que le débit journalier maximal enregistré était de 121 m3/s le 3 décembre de la même année. Si l'on compare la première de ces valeurs à l'échelle des QIX de la rivière, l'on constate que cette crue était un peu plus que d'ordre vicennal, et donc destinée à se reproduire en moyenne tous les 30 ans environ.

### Lame d'eau et débit spécifique
Au total, l'Ander est une rivière moyennement abondante, beaucoup moins cependant que les autres affluents de la Truyère. Son bassin est en effet protégé des vents d'ouest et donc des masses d'air océaniques, par l'imposant massif du Cantal. La lame d'eau écoulée dans son bassin versant est de 375 millimètres annuellement, ce qui est certes un peu supérieur à la moyenne de la France tous bassins confondus (environ 320 millimètres par an), mais est largement inférieur à la moyenne des bassins de la Truyère (671 millimètres par an) et du Lot (446 millimètres par an). Le débit spécifique de la rivière (ou Qsp) atteint le chiffre modéré pour la région de 11,5 litres par seconde et par kilomètre carré de bassin.